# Cassidoides
Cassidoides is een muggengeslacht uit de familie van de galmuggen (Cecidomyiidae).

## Soorten
- C. corticalis (Mamaev, 1964)
- C. fulviventris (Mamaev, 1964)
- C. omnivagus Mamaev, 2001
- C. pini Mamaev, 1960
- C. raptor (Mamaev, 1966)